# منتخب توغو تحت 20 سنة لكرة القدم
منتخب توغو تحت 20 سنة لكرة القدم هو ممثل توغو الرسمي في المنافسات الدولية في كرة القدم في فئة كرة قدم تحت 20 سنة للرجال
، يديريه اتحاد توغو لكرة القدم.